# St. Galler Rheintal
Das St. Galler Rheintal ist eine politisch/geographische Region im Kanton St. Gallen in der Schweiz, linksrheinisch zwischen Bad Ragaz und dem Bodensee. Es ist Teil der Region Alpenrheintal.

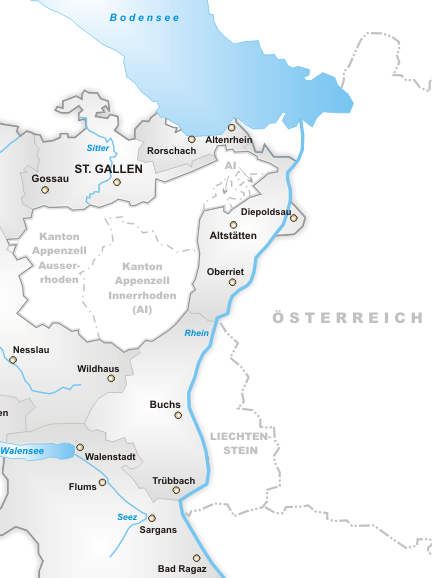
Die Region St. Galler Rheintal
im Osten des Kantons St. Gallen in der Schweiz, an der Grenze zu Österreich und Liechtenstein

St. Galler Rheintal

## Definitionen
Der Begriff St. Galler Rheintal wird in verschiedenen Zusammenhängen verwendet.

### Politische und kulturelle Region St. Galler Rheintal

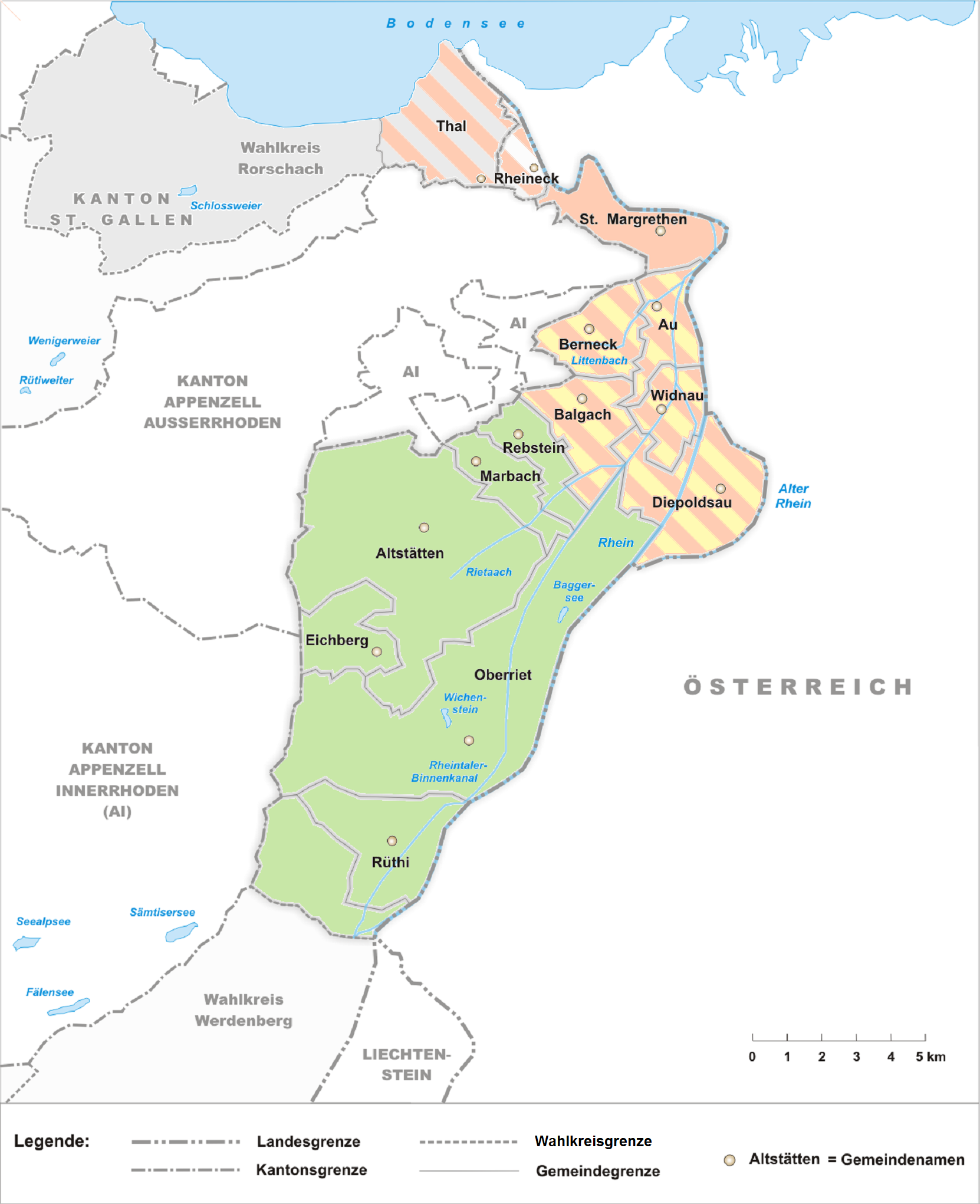
Gliederung der Region Rheintal in Oberrheintal (grün), Mittelrheintal (gelb) und Unterrheintal (rot). Die Gemeinde Thal gehört seit 2003 zum Wahlkreis Rorschach.

Die Region Rheintal, auch als St. Galler Rheintal (im engeren Sinn) bezeichnet, entspricht ungefähr dem Wahlkreis Rheintal bzw. den früheren Bezirken Oberrheintal und Unterrheintal (ohne Thal).
Je nach Sichtweise wird als St. Galler Rheintal die Gegend von Rheineck oder von St. Margrethen bis Rüthi betrachtet. Die Gemeinden des Wahlkreises Rheintal sind in der Regionalplanungsorganisation «Verein St. Galler Rheintal» zusammengeschlossen. Neben Regionalplanung betreibt der Verein eine Fachstelle Integration und die Rheintaler Kulturstiftung. Rheineck ist am Verein St. Galler Rheintal nicht beteiligt, das Städtchen orientiert sich mehrheitlich nach Rorschach.
Das St. Galler Rheintal wiederum ist weiter aufgeteilt in:
- Die Region Oberrheintal:[Anm. 1] die aus dem bis zum Jahr 2002 existierenden Bezirk Oberrheintal mit den Gemeinden Rüthi, Oberriet, Eichberg, Altstätten, Marbach und Rebstein besteht. Der bedeutendste Ort ist die Stadt Altstätten.
- Die Region Unterrheintal,[Anm. 2] welche ungefähr dem früheren Bezirk Unterrheintal mit den Gemeinden Diepoldsau, Balgach, Widnau, Berneck, Au, St. Margrethen sowie je nach Sichtweise Rheineck und Thal entspricht.
- Die Region Mittelrheintal[Anm. 3] ist der obere Teil des Unterrheintals mit den fünf Gemeinden Diepoldsau, Balgach, Widnau, Berneck und Au.[2] Das Zentrum bildet die Ortschaft Heerbrugg, die als Verkehrsknotenpunkt mit den Kernsiedlungen von Balgach, Widnau, Berneck und Au mehr oder weniger zusammengewachsen ist.

### Kulturhistorische Region St. Galler Rheintal
Die Vogtei Rheintal war 1491 bis 1798 eine Gemeine Herrschaft der Alten Eidgenossenschaft. Sie umfasste den Wahlkreis Rheintal sowie die Gemeinde Thal (ohne Altenrhein und Unterstaad). Während der Helvetischen Revolution 1798 bildete sich mit der sogenannten Freien Landschaft Rheintal ein kurzlebiges unabhängiges Staatswesen. 1803 wurde das Rheintal dem neu gegründeten Kanton St. Gallen zugeteilt und bildete einen Distrikt mit dem Hauptort Altstätten, der 1831 auf die Bezirke Oberrheintal und Unterrheintal aufgeteilt wurde.
Die kulturhistorische Region St. Galler Rheintal entspricht weitgehend der politischen Region St. Galler Rheintal.

### Geografische Region St. Galler Rheintal

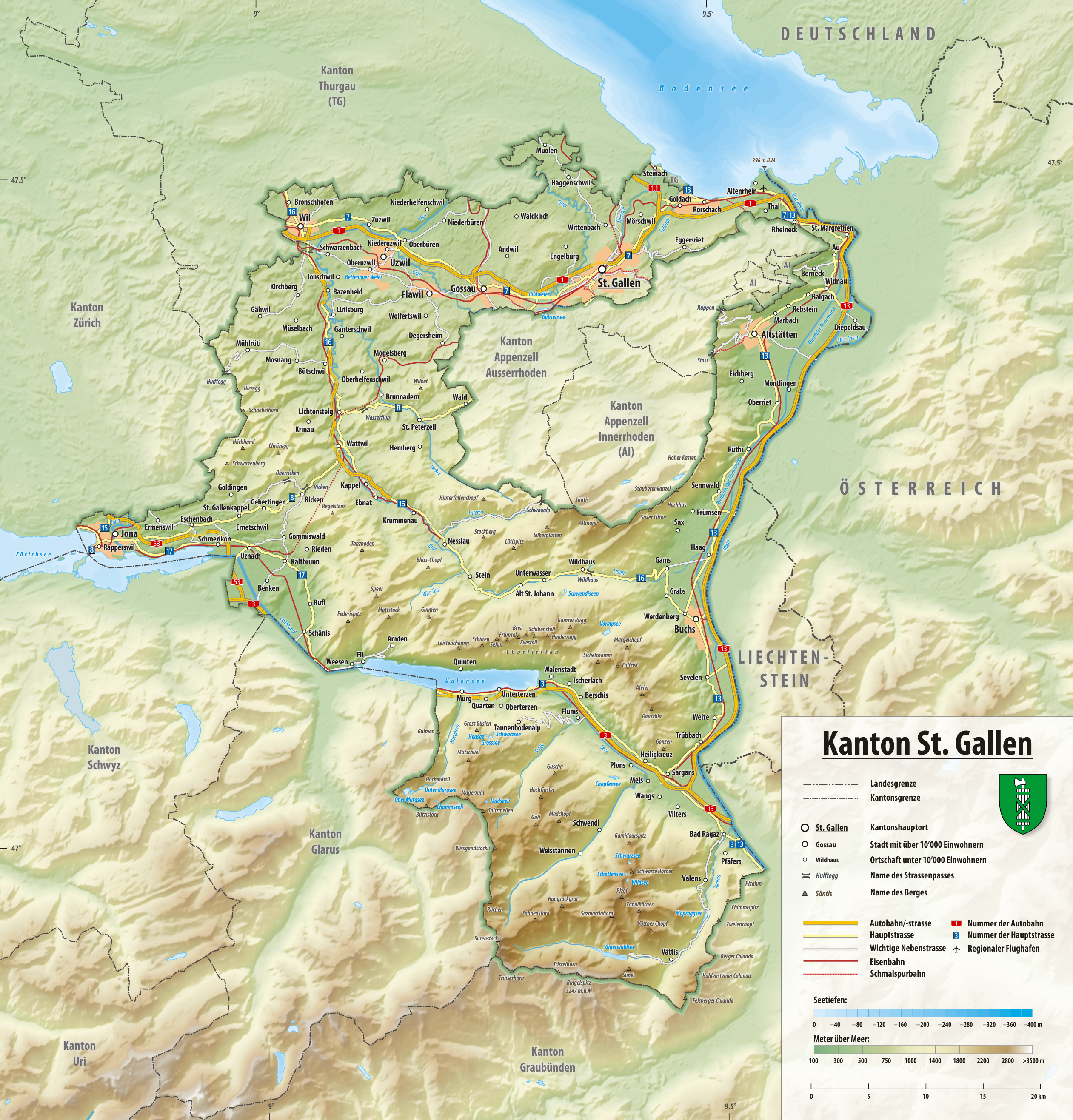
Reliefkarte Kanton St. Gallen

Die geografische Region St. Galler Rheintal entspricht dem Teil des Alpenrheintals, welcher im Kanton St. Gallen liegt. Das St. Galler Rheintal (im weiteren Sinn) umfasst das linksseitige Fluss- und Talgebiet des Alpenrheins und seiner Zuflüsse und weist eine Fläche von 550,32 km² auf.
Dies entspricht ungefähr den beiden politischen Wahlkreisen Werdenberg und Rheintal sowie Teilen des Wahlkreises Sarganserland. Sie wird im Osten durch den Alpenrhein begrenzt, mit zwei Ausnahmen: die Dörfer Diepoldsau und Schmitter, welche durch die Rheinregulierung 1923 durch den Diepoldsauer Durchstich vom restlichen Gemeindegebiet abgeschnitten wurden. Ebenso folgt die Grenze ab St. Margrethen dem ehemaligen Flusslauf, dem Alten Rhein. Im Westen wird das Tal durch die Hänge der Alviergruppe, Teile der Churfirsten, den Ausläufern des Alpsteins und des Appenzeller Vorderlandes gebildet. Die Ebene im Tal liegt im Süden bei Bad Ragaz etwa auf 480 m ü. M. und im Norden am Bodensee auf knapp 400 m Höhe. Die Talsohle ist bis zu 5 km breit und grenzt im Osten an Österreich und Liechtenstein, im Westen an das Obertoggenburg und Appenzellerland.

### Historisch-kulturell bedingte Verschachtelung
- Vom Sarganserland befinden sich nur die Gemeinden Pfäfers, Bad Ragaz, Vilters-Wangs und Sargans im Rheintal. Die anderen Sarganserländer Gemeinden liegen im Seeztal und gehören nicht zum St. Galler Rheintal.
- Die Region Werdenberg ist deckungsgleich mit dem ehemaligen Bezirk Werdenberg respektive dem seit Anfang 2003 bestehenden Wahlkreis Werdenberg. Sie umfasst die Gemeinden Wartau, Sevelen, Buchs, Grabs, Gams und Sennwald.
- Die Region Rheintal, wie bereits erwähnt auch als St. Galler Rheintal (im engeren Sinn) bezeichnet, entspricht ungefähr dem Wahlkreis Rheintal bzw. den früheren Bezirken Oberrheintal und Unterrheintal, allerdings ohne Thal.

### Nachbarländer
Das St. Galler Rheintal hat eine 148 km lange Landesgrenze, über die es auf 107 km an Österreich (Bundesland Vorarlberg) und auf 41 km an das Fürstentum Liechtenstein grenzt.

## Geschichte
Die ältesten prähistorischen Funde im Rheintal stammen von ca. 5500–2200 vor Christus. Spektakulärer sind, nach dem Historiker Werner Kuster, die Funde aus der Bronzezeit (ca. 2200–800 v. Ch.). Dazu zählen eine frühzeitliche Grabstätte am Hirschensprung, Hinweise auf Siedlungen in Altstätten, Lienz und Rebstein sowie eine prähistorische Ausgrabungsstätte auf dem Montlingerberg.

### Frühzeit
In der Frühzeit war das St. Galler Rheintal von Kelten besiedelt. Man nimmt an, dass es die Stämmegruppe der Vindeliker waren. Hauptsiedlungsgebiet der Vindeliker, im Alpenrheintal, war das Oppidum Brigantion (Bregenz), wo Funde auf eine Besiedelung seit ca. 1500 v. Chr. nahelegen.

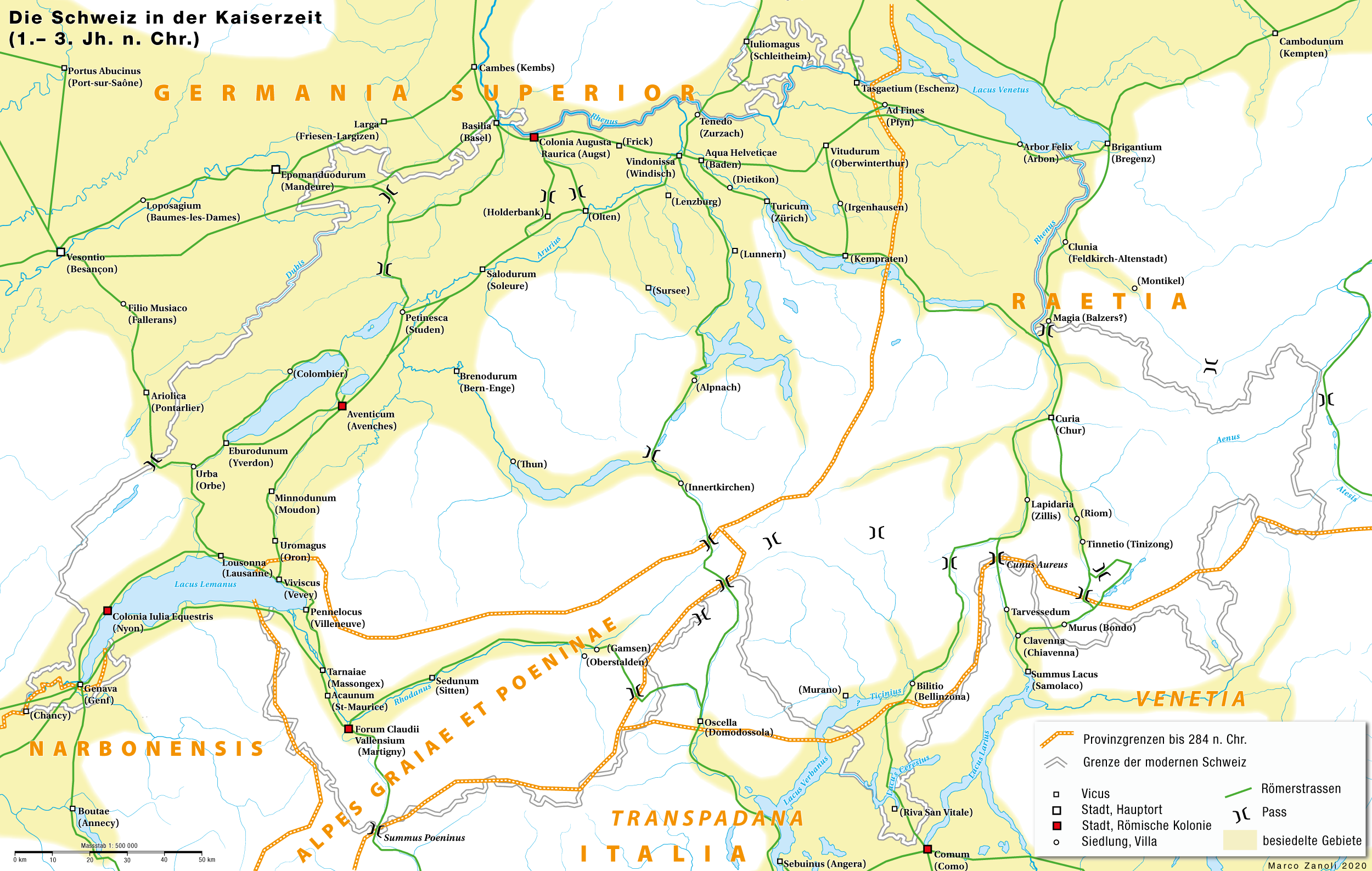
Die Schweiz im 1.–3. Jahrhundert n. Chr. unter römischer Herrschaft. Die Provinzgrenzen ca. 90. n. Chr. bis 284 n. Chr. (Reichsreform des Diokletian)

### Altertum und Völkerwanderung
Im Altertum gehörte das St. Galler Rheintal zur Provinz Raetia (ursprünglich Raetia et Vindelicia). Es wurde im Zuge der Alpenfeldzüge um 15 v. Chr. von Drusus und Tiberius erobert.
Auf der linken Talseite entstand in der Folge ein Fussweg in beträchtlichem Abstand zum Rhein.

Gallien im Jahr 481, kurz vor Chlodwigs Herrschaftsantritt; sein Machtbereich umfasste anfangs nur einen Teil der fränkischen Gebiete

Nach dem Zerfall des Römischen Reiches um 476 wurde das nördliche Rheintal, im Bereich der Bodenseemündung, im Zuge der Völkerwanderung von den Alamannen annektiert, faktisch war es jedoch noch immer ein Teil der Provinz Rätien. Es wird vermutet, dass Karl der Grosse (768–814) das Rheintal von Rätien abgelöst habe.

### Mittelalter

Karte der Gaugrafschaften im Gebiet der heutigen Ostschweiz

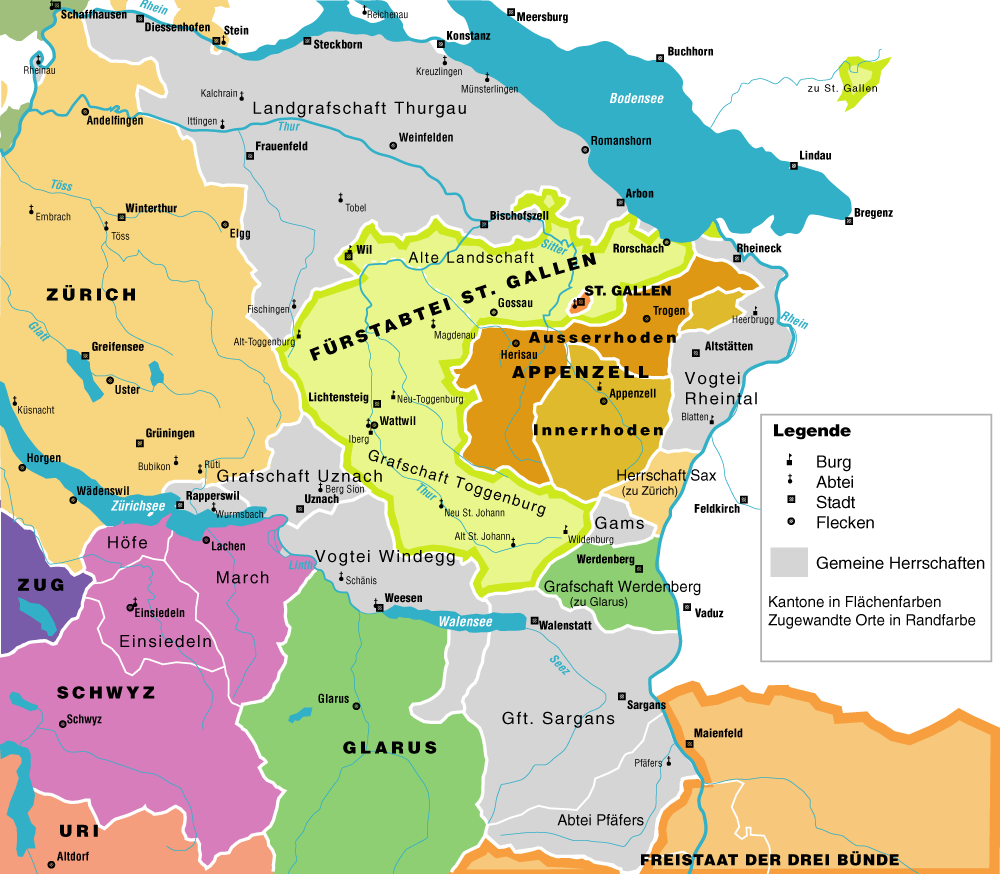
Das Rheintal vor der Gründung der Helvetischen Republik (1798)

Im Reich der Franken (Karolinger) war das Reichsgebiet in verschiedene Gaue unterteilt. Als Verwalter dienten Beamte, als Stellvertreter des Königs. Diese trugen den Titel comes (Grafen). Jene Grafen, die im fränkischen Reich den Rheingau verwalteten, waren die Grafen von Bregenz. Diese stammten aus dem Adelsgeschlecht der Udalrichinger, das nach dem häufig verwendeten Namen Uodalrich (Ulrich) benannt war. Der Rheingau erstreckte sich in dieser Zeit noch vom Blattenberg-Kummenberg bis zum Bodensee.
Ab dem 9. Jahrhundert war das Rheintal Teil des Herzogtums Schwaben. Das Unterrheintal wurde erstmals 890/91 als Ringowe (Rheingau) schriftlich erwähnt mit dem Hinweis auf Besitzungen des Klosters St. Gallen. Das Oberrheintal (südlich) gehörte zur Grafschaft Rätien.

#### Spätmittelalter
Das Spätmittelalter war geprägt von Zersplitterung der Grafschaften, meist durch Erbteilung der Grafen von Montfort, deren Konflikt mit dem Kloster St. Gallen und das Vordringen der Habsburger ins Rheintal.
Während der Appenzellerkriege (1401 bis 1429) schlug sich das Rheintaler Volk auf die Seite der Appenzeller und trat dem Bund ob dem See bei. 1424 fiel die Vogtei Rheintal an die Grafen von Toggenburg. 1460 kauften die Appenzeller die Vogtei Rheintal zum Preis von 6000 Gulden. Als Folge der Werdenberger Fehde wurden die Grafschaften des St. Galler Rheintals 1491 als Vogteien zu Gemeinen Herrschaften der Alten Eidgenossenschaft (Grafschaft Sargans 1460, Vogtei Rheintal 1491) oder wurden Untertanengebiete der Alten Orte (Herrschaft Sax 1248 von Zürich, Grafschaft Werdenberg 1259 von Glarus) und blieben dies bis zum Ende der Alten Eidgenossenschaft 1798.

### Neuzeit
1798 wurden die Gebiete zwischen den Kantonen Säntis und Linth der Helvetischen Republik aufgeteilt. Nach der Gründung des Kantons St. Gallen 1803 bildeten die Gemeinden im Rheintal von Thal (mit Altenrhein, Buechen und Staad) bis Lienz den Bezirk Rheintal, die Stadt Werdenberg sowie die Gemeinden Wartau, Sax und Gams den Bezirk Werdenberg. Der Bezirk Sargans verlor Wartau, erhielt jedoch Quarten. 1831 wurde der Bezirk Rheintal in die Bezirke Unter- und Oberrheintal aufgeteilt, was 2003 im Rahmen der Neueinteilung des Kantons St. Gallen in Wahlkreise rückgängig gemacht wurde. Dabei wechselte die Gemeinde Thal zum Wahlkreis Rorschach.

## Bevölkerung
Im St. Galler Rheintal leben 148'755 Menschen auf einer Fläche von 412,45 km², verteilt auf 23 Gemeinden. Das entspricht einer Bevölkerungsdichte von 361 Einwohnern pro Quadratkilometer.
Im Kanton St. Gallen leben insgesamt 535'114 Menschen. Demnach leben 27.8 % der Einwohner des Kantons im St. Galler Rheintal.
In der Liste der grössten Gemeinden des Kantons St. Gallen liegt Buchs an sechster und Altstätten an siebter Stelle.

### Bevölkerungsentwicklung
| |
| Quelle der Daten: Schweizerische Eidgenossenschaft Gebietsstand 1. Januar 2013, es fehlten jeweils die Gemeinden Thal (gehört seit 2003 zum Wahlkreis Rorschach) sowie Sargans, Vilters-Wangs, Bad Ragaz, und Pfäfers (gehören zum Wahlkreis Sarganserland) |

Zwischen 1900 und 2000 hat sich die Bevölkerung von knapp 50'000 auf gut 95'000 nahezu verdoppelt. Während der Kriegsjahre Mitte des letzten Jahrhunderts war die Bevölkerungszahl nur leicht rückläufig.

### Sprache
Die gesprochene Mundart gehört zum hochalemannischen Dialekt, gleich wie der liechtensteinische sowie der vorarlbergische Dialekt auf der anderen Seite des Rheins. Im nördlichen Teil des Rheintals, in Bodenseenähe, wird der Einfluss des Bodenseealemannischen oder Mittelalemannischen spürbar.

## Politik
→ siehe Abschnitt Politik und Wirtschaft im Artikel Wahlkreis Rheintal

→ siehe Abschnitt Politik und Bildung im Artikel Wahlkreis Werdenberg

## Klima
Das Rheintaler Klima ist grundsätzlich dasselbe wie in der übrigen Ostschweiz. Jedoch können unterschiedliche Wettersituationen auftreten. Dazu trägt der Alpenföhn bei, welcher ungefähr 38 Tage im Jahr das Wetter beeinflusst und oftmals Niederschlagsfronten zurückhält.
Der Fön (Mundart: Pföa) hat auch seine Schattenseiten. Windgeschwindigkeiten von 150 km/h und darüber sind keine Seltenheit, und die reissen mitunter ganze Wälder aus. Durch den warmen Wind angefacht, kann sich selbst die kleinste Glut zur Brandkastrophe entwickeln. Zahlreiche Dorfbrände zeugen davon, zum Beispiel:
- 1811 Brand von Sargans
- 1821 Brand von Oberschan
- 1839 Brand von Buchs SG
- 1848 Brand von Berneck SG
- 1854 Brand von Lienz
- 1868 Brand von Diepoldsau-Schmitter
- 1887 Brand von Büchel-Rüthi
- 1890 Brand von Balgach, Brand von Rüthi
- 1892 Brand von Sevelen SG

## Wirtschaft

Historisches Luftbild der ETH Zürich vom Werksareal der Wild Heerbrugg

Schon vor dem 9. Jahrhundert wurde im St. Galler Rheintal Weinbau betrieben. Noch 2001 waren das 1/3 der Gemeinden in Kanton St. Gallen, vor allem an den steilen, gut besonnten Südhängen des St. Galler Rheintals, was für die Gegend eine wichtige Arbeitsquelle ist. Möglich macht das unter anderem der Alpenföhn, auch Traubenkocher genannt. Das grösste Weinbaudorf ist Berneck mit 42 ha Reben. Weitere wichtige Anbaugebiete sind Balgach, Thal und Sargans. Der Weinbau ist grösstenteils genossenschaftlich organisiert.
Eine Sonderrolle in der Landwirtschaft des Rheintals nimmt der Anbau des Rheintaler Ribelmais (alemannisch Türggenribel) ein. Der Maisanbau fasste im Rheintal im 17. Jahrhundert Fuss. Der Mais soll aus damaliger Sicht aus dem Balkangebiet gekommen sein, wodurch die Bezeichnung Türggen oder Türggenkorn für Mais entstand. Weitere wichtige Landwirtschaftsprodukte sind Obstbau (Äpfel und Birnen) und im Gemüseanbau vorwiegend Rüebli (Karotten) und Chicorée.
Die Arbeitslosigkeit beträgt rund 3,7 %. Jedoch ist dieser Wert konstant seit mehreren Jahren. Grenzgänger aus dem Vorarlberg und aus Liechtenstein arbeiten im St. Galler Rheintal. Im Rheintal sind international bekannte Firmen angesiedelt: Bauwerk Parkett, Coltene Holding, Jansen AG, Leica Geosystems, SFS Holding AG usw. Weiter sind im St. Galler Rheintal ansässige Firmen: EgoKiefer, Hongler Kerzen, Plaston, Sefar, Sonnenbräu und Züco sowie die Banken Alpha Rheintal Bank und Clientis Biene Bank im Rheintal.

### Verkehr

#### Bahnverkehr
Durch das St. Galler Rheintal verläuft die Bahnstrecke Chur–Rorschach. Sie wird durch die SBB mit dem InterRegio 13 und durch die Züge der S-Bahn St. Gallen erschlossen. Wichtige Bahnhöfe sind der St. Margrethen, Heerbrugg, Buchs, Trübbach und Sargans.
Am Bahnhof Reineck verkehrt die Bergbahn Rheineck-Walzenhausen nach Walzenhausen mit einem einzigartigen Triebfahrzeug vom Typ BDeh 1/2, gebaut 1958 von den Unternehmen SLM, FFA und BBC.
Ab Altstätten Stadt verkehren, auf den Gleisen der ehemaligen St. Gallen-Gais-Appenzell-Altstätten-Bahn die Züge der Appenzeller Bahn nach Gais.

#### Strassenverkehr

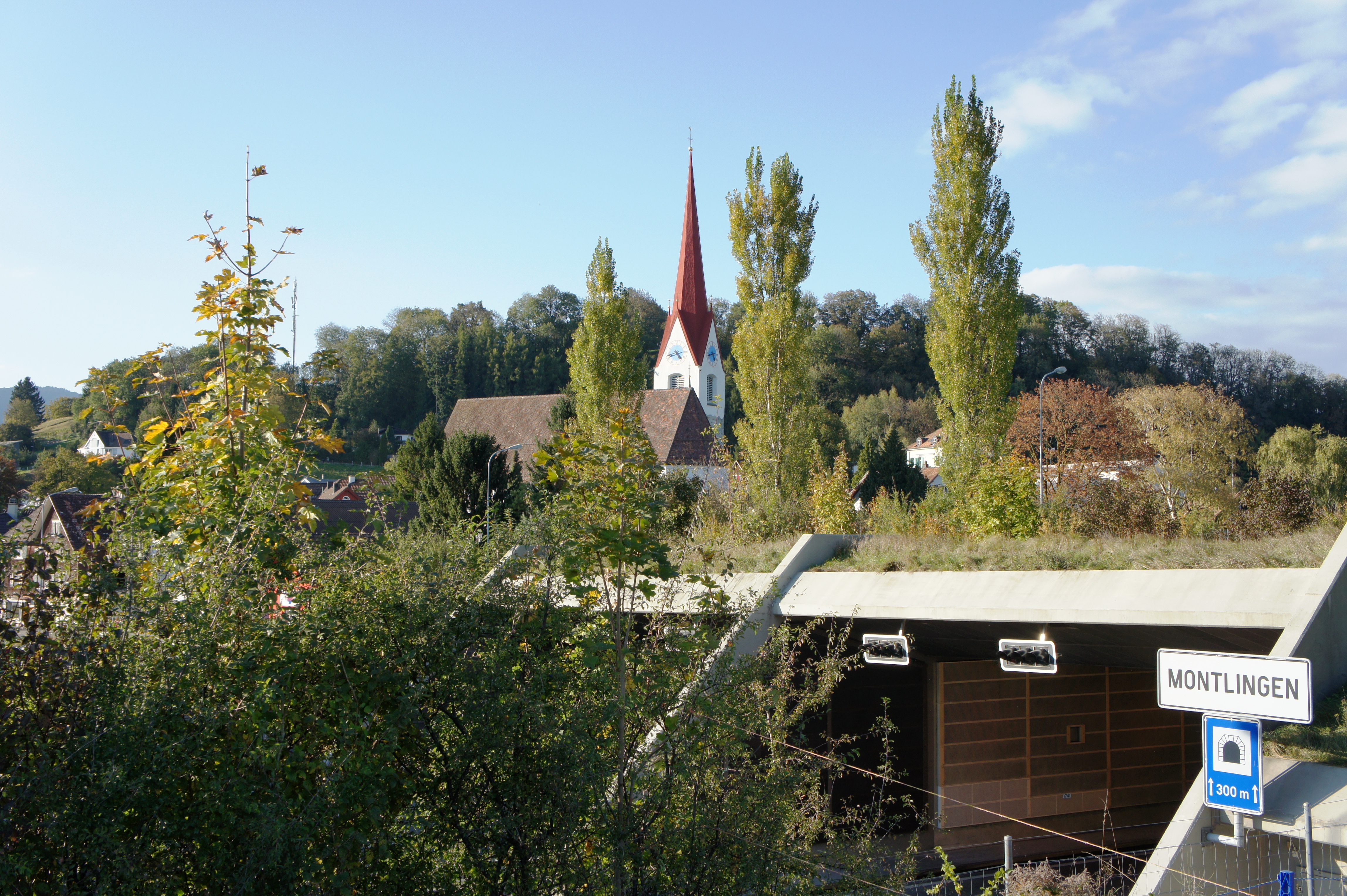
Autobahn A13 Tunnel Montlingen

Ebenfalls von St. Gallen her führt die Autobahn (A1) ins St. Galler Rheintal. Diese geht bei St. Margrethen in die A13 über und führt parallel zum Rhein südwärts nach Sargans, wo sie die A3 (von Zürich) aufnimmt. Ende des 20. Jahrhunderts sind Pläne entstanden, die mit der Bodensee Schnellstrasse (S18) eine direkte Anbindung der Schweizer Autobahn (A1/A13) bei St. Margrethen an die A14 im Bundesland Vorarlberg herstellen sollten.

#### Grenzverkehr
Wichtige Grenzübergänge ins benachbarte Ausland sind St. Margrethen-Höchst, Au-Lustenau, Diepoldsau-Hohenems, Haag-Bendern und Sevelen-Vaduz. Mit der Eisenbahn werden die Grenzübergänge St. Margrethen-Lustenau und Buchs-Schaan bedient.

#### Weiteres
In Altenrhein am Bodensee befindet sich seit 1927 der Flugplatz St. Gallen-Altenrhein sowie in Bad Ragaz der Flugplatz Bad Ragaz. In Rheineck besteht eine Schiffsverbindung nach Altenrhein-Rorschach.

## Sehenswürdigkeiten

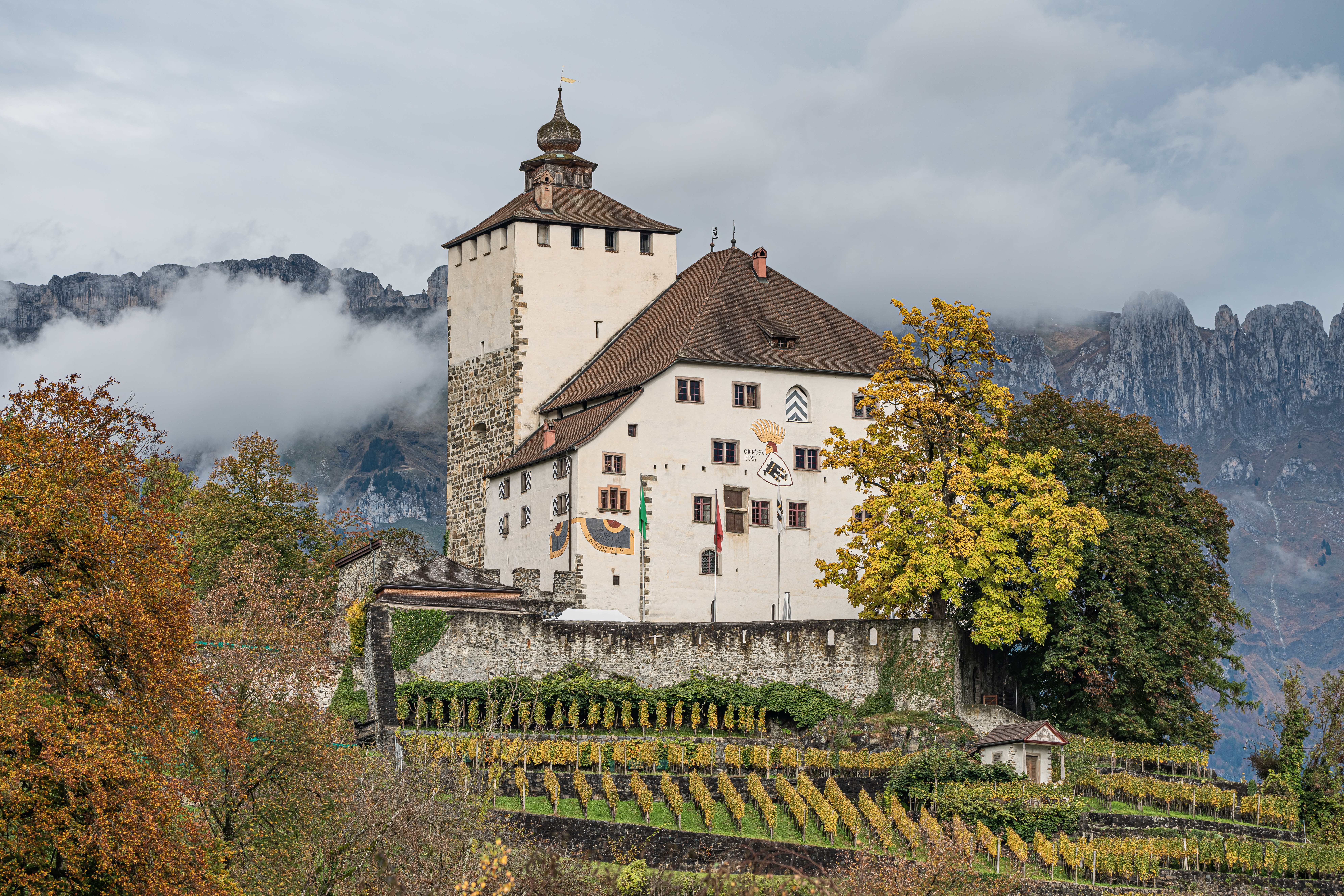
Schloss Werdenberg, Herrschaftssitz des Werdenberger Adelsgeschlechts

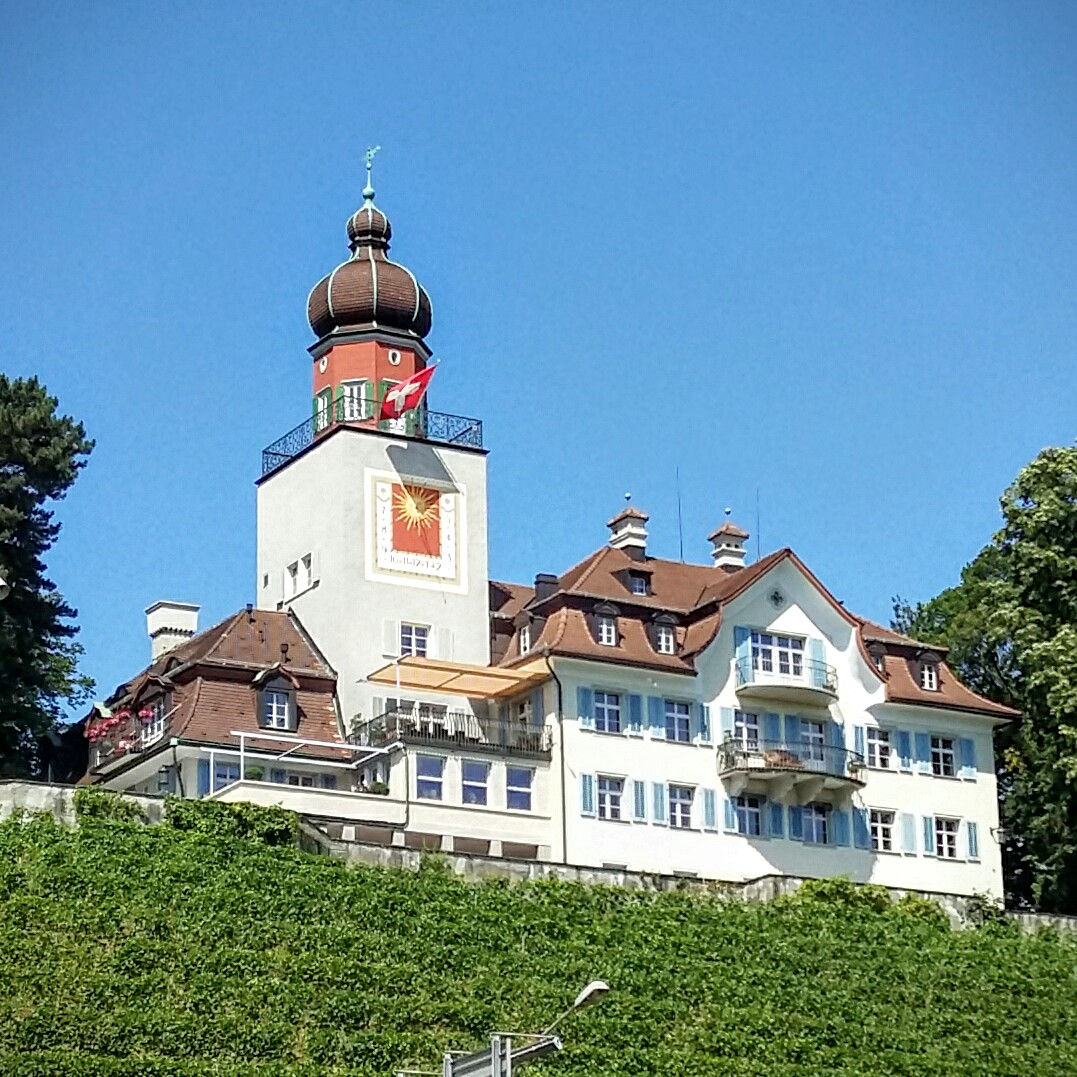
Schloss Heerbrugg, bis 2006 Sitz der Familiendynastie Schmidheiny, heute im Besitz von Peter von Rotz

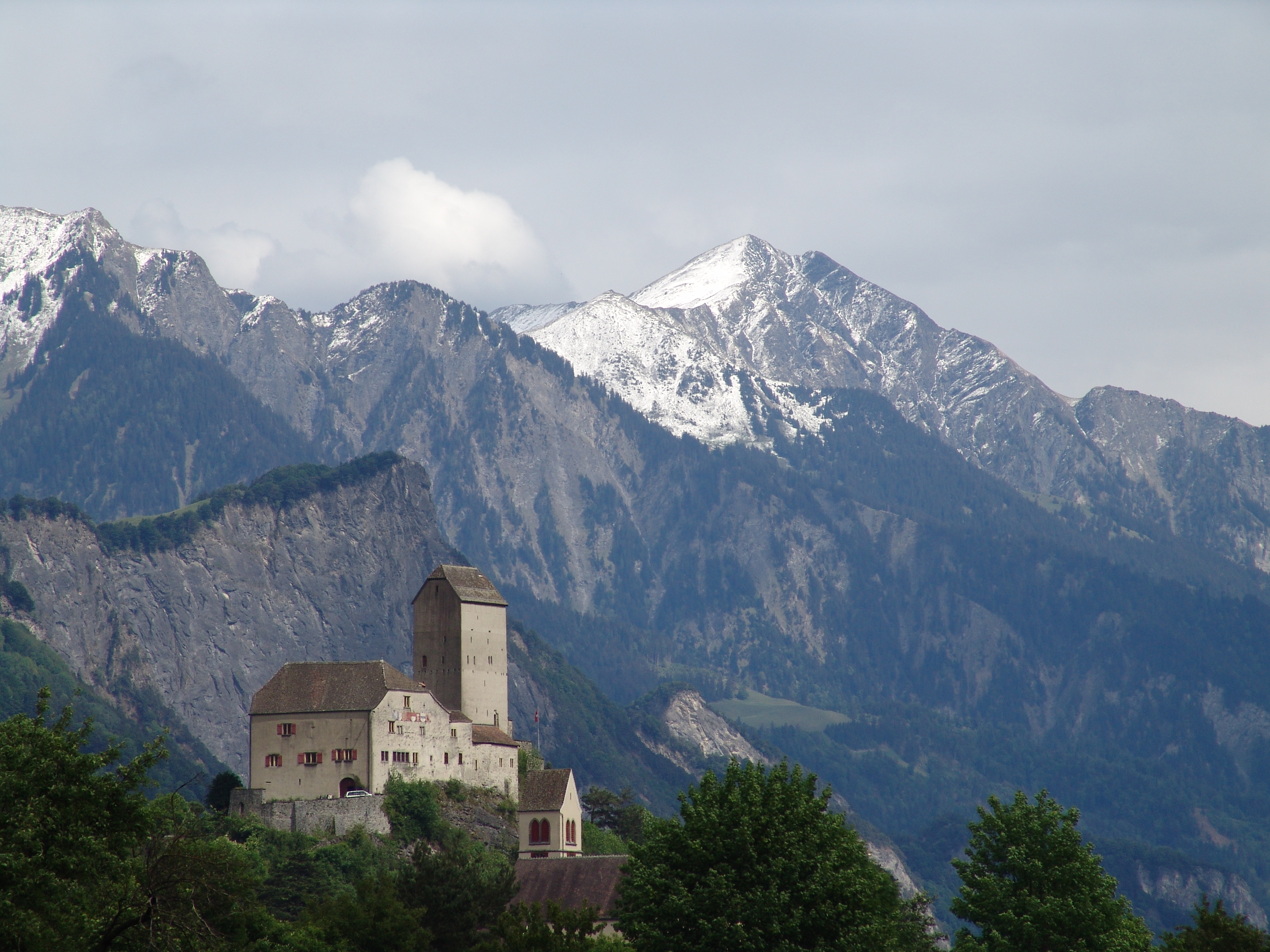
Schloss Sargans, Wahrzeichen der Region Sarganserland

Das Rheintal allgemein gilt als Burgen- und Schlosslandschaft, bedingt durch die vielen Zersplitterungen historischer Gebiete vor allem durch die Erbteilung der Grafen von Montfort, deren Konflikt mit dem Kloster St. Gallen und dem Vordringen der Habsburger ins Rheintal. Auf der linksrheinischen Seite des Rheintals, von Sargans bis Thal, existieren nicht weniger als 20 Burgen und Schlösser, alleine auf der ca. 10 km langen Strecke von Altstätten bis Berneck befinden sich davon deren 13. Dazu kommen zahlreiche Burgruinen.

### Burgen
- Burg Blatten, Oberriet
- Burg Forstegg, Sennwald
- Burg Freudenberg, Bad Ragaz
- Burg Frischenberg, Sennwald
- Burg Neu-Altstätten, Lüchingen
- Burg Hohensax, Sennwald
- Klingelburg, Rheineck
- Marienburg (Thal), Thal
- Burg Rebstein, Rebstein
- Burg Wartau, Wartau

### Schlösser
- Schlösschen Bergsteig (St. Margrethen, Unterrheintal)
- Schloss Blatten (Thal, Unterrheinthal)
- Schloss Greifenstein (Thal) (Thal, Unterrheintal)
- Schloss Grünenstein (Balgach, Mittelrheintal)
- Schloss Heerbrugg (Heerbrugg, Mittelrheintal)
- Schloss Risegg (Buechen, Gemeinde Thal, Unterrheintal/Bodensee)
- Schloss Sargans (Sargans, Sarganserland)
- Schloss Weinberg (St. Margrethen) (St. Margrethen, Unterrheintal)
- Schloss Weinstein (Marbach, Oberrheintal)
- Schloss Werdenberg (Grabs, Werdenberg)

### Ruinen (Auswahl)
- Burgruine Alt-Rheineck (Rheineck, Unterrheintal)
- Burgruine Grimmenstein (St. Margrethen) (St. Margrethen, Unterrheintal)
- Burgruine Rosenberg, Berneck
- Ruine Wichenstein (Oberriet, Oberrheintal)

### Historische Städte und Häuser
In Altstätten und Rheineck hat sich die historische Altstadt erhalten. Werdenberg gilt als kleinste Stadt der Schweiz. In Berneck sind einige historische Quartiere noch weitestgehend intakt, insbesondere der Bereich Rathausplatz – Kirchplatz – Städtligasse – Burggasse. Auf Palfries in der Gemeinde Wartau ist ein 600-jähriges Walserhaus erhalten geblieben. Die Alte Mühle in Gams (Müliweg), das Rothus in Oberriet (Staatsstrasse), das Alte Rathaus in Balgach (Steigstrasse) und das Haus zum Torkel in Berneck (Weierbüntstrasse) dienen heute als Museen.

## Freizeit

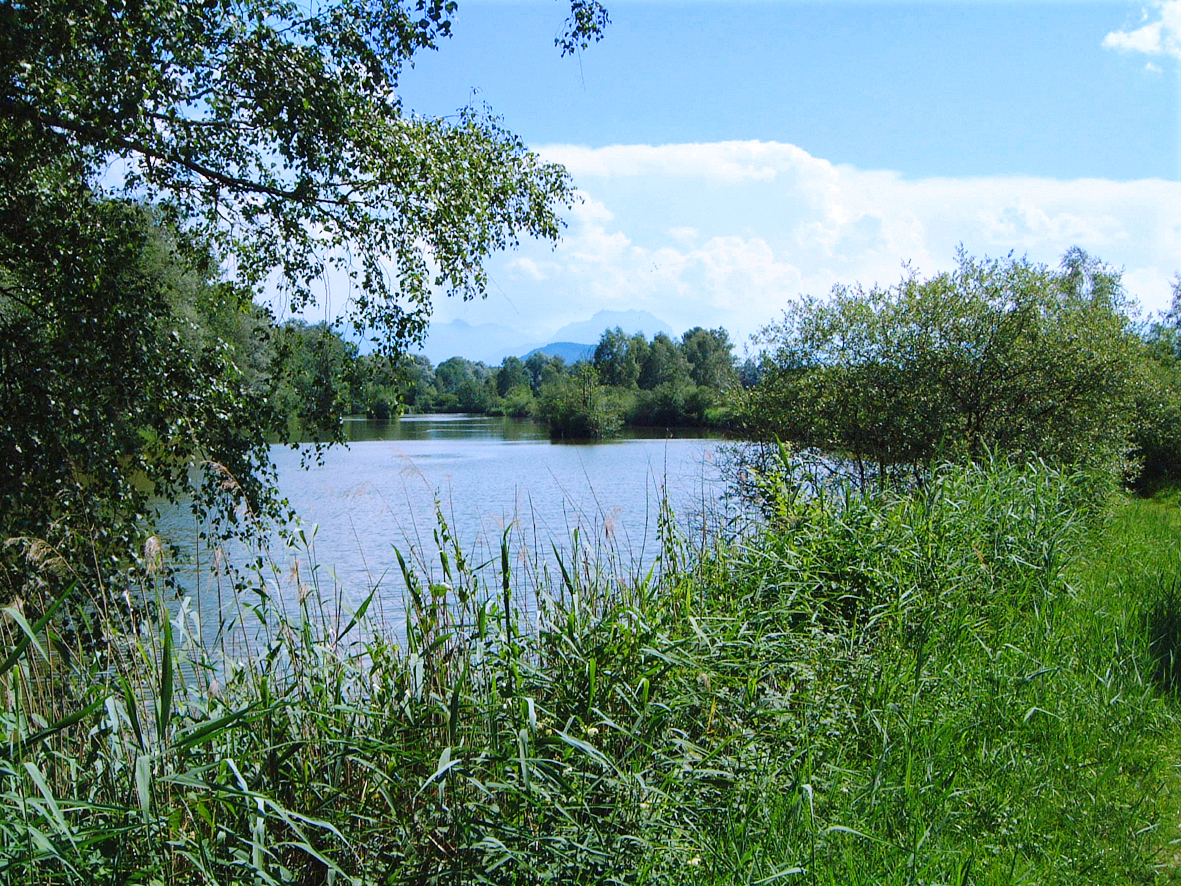
Das Naturschutzgebiet Moosanger, eines der zahlreichen Naherholungsgebiete im Rheintal

Im Rheintal können diverse Sportarten ausgeübt werden. Das Vereinsleben spielt eine wichtige Rolle, und die Vielfalt an Vereinen ist gross (über 800 Vereine; Stand März 2016). Ebenso gibt es einige nationale Vereinsgrössen, die aber nicht unbedingt im ganz grossen Breitensport aktiv sind:
- Das Rheintal ist eine Hochburg des Ringersports. Die Vereine von Kriessern[24][25][26] (NLA) und Oberriet (NLB) liegen regelmässig bei nationalen Meisterschaften auf den vorderen Plätzen. Seit mehr als 45 Jahren richtet die Ringerstaffel Kriessern das Grenzlandturnier für Senioren und Jugendliche aus der Schweiz, Österreich und Deutschland aus.[27]
- Die Faustballvereine Diepoldsau und Widnau spielen in der Nationalliga A. Ausserdem findet jedes Jahr (Anfang August) das Internationale Grenzlandturnier im Sportzentrum Aegeten in Widnau statt. Mehr als 100 Mannschaften aus Brasilien, Namibia und dem gesamten europäischen Raum kämpfen jeweils an mehreren Tagen um den Turniersieg in den verschiedenen Klassen.
- Der Turnverein Staad gehört seit Jahren zu den regelmässigen Medaillengewinnern auf nationaler Ebene. Das Turnzentrum Rheintal veranstaltet mit dem Rheintalcup jährlich einen internationalen Wettkampf im Junioren- und Seniorenbereich.

Ebenso bietet das Rheintal eine interessante Flora und Fauna. Es verfügt über Hallenbäder sowie Schwimm- und Naturbäder im Sommer, dazu eine Eisbahn u. v. m. Skaten und Radfahren, Mountainbiken sowie Wandern sind ebenfalls beliebte Freizeitbeschäftigungen im St. Galler Rheintal.
Der Alte Rhein bei Diepoldsau ist ein beliebtes Ziel für Sportfischer aus der Region. Hechte mit einer Länge von über 120 cm und mehr als 15 kg Gewicht wurden schon gefangen, wenn auch eher selten. Dem Sportfischer Gjordjevic Miodrag gelang im Oktober 2009 der Fang eines Rekordkarpfens. Der Spiegelkarpfen war 94 Zentimeter lang und 23,8 Kilogramm schwer. Es war der schwerste Karpfen, der in der Schweiz bis dahin gefangen wurde.

### Bäder

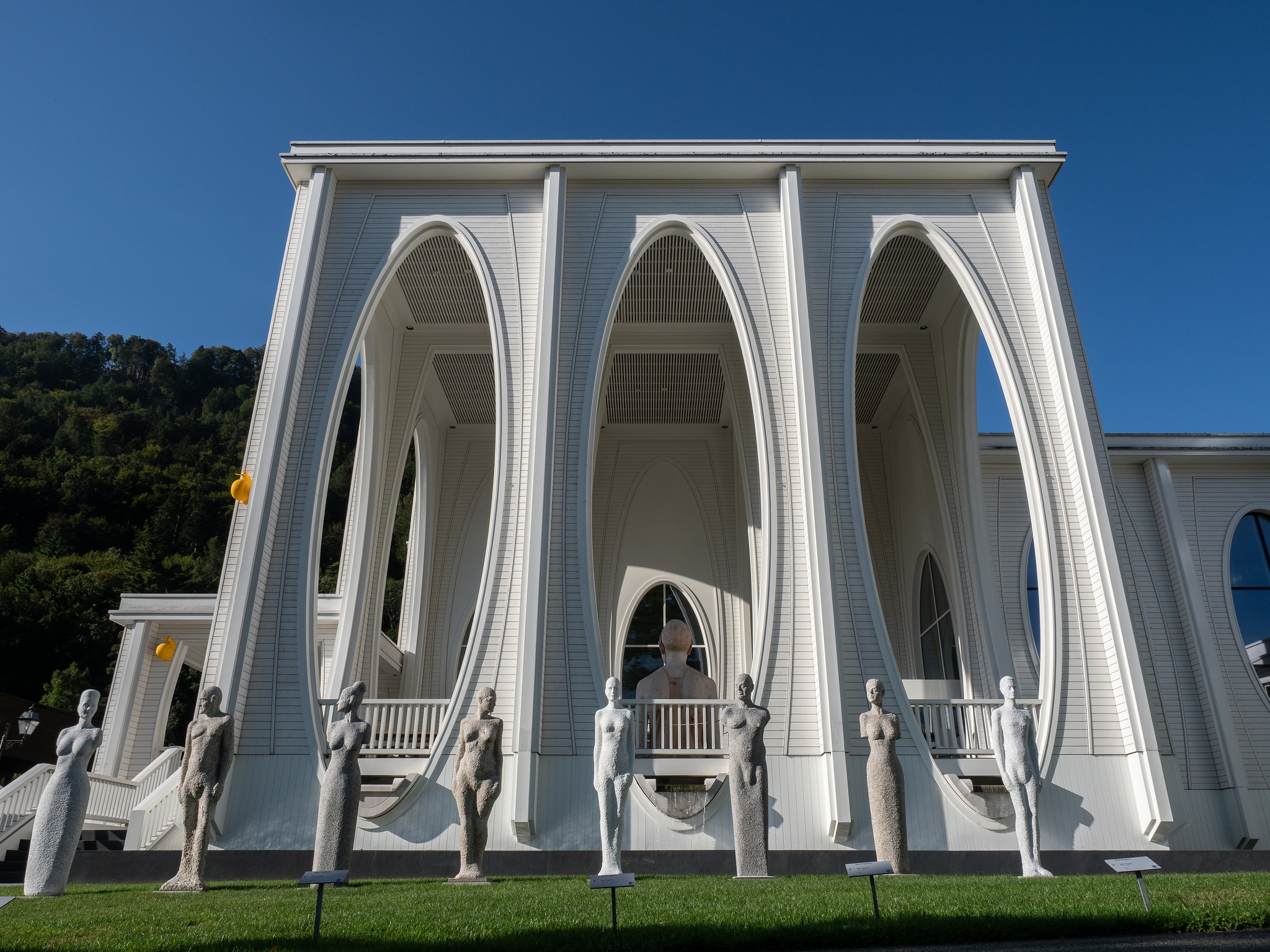
Tamina Therme in Bad Ragaz

Die Ortschaften Altstätten, Balgach und Buchs verfügen über ein öffentliches Hallenbad. In Bad Ragaz befinden sich das bekannte Kurbad Ragaz sowie die Tamina Therme und in St. Margrethen das Mineral Heilbad St. Margrethen.

### Wintersport
Im St. Galler Rheintal lebte der aus Vorarlberg stammende Skirennläufer Marc Girardelli. Im Rheintal bei Sargans liegt das Skigebiet Pizol mit zahlreichen Liften und Pisten. Der Schlittschuhclub Rheintal (SCR) (ehemals SC Mittelrheintal) trainiert in der Eishalle Widnau. Bei ihm spielten schon Guido Lindemann und Lukas Sieber. Ivo Rüthemann, der Schweizer Eishockeyspieler aus Mosnang (Toggenburg), begann seine Karriere beim SCR.

### Weiteres

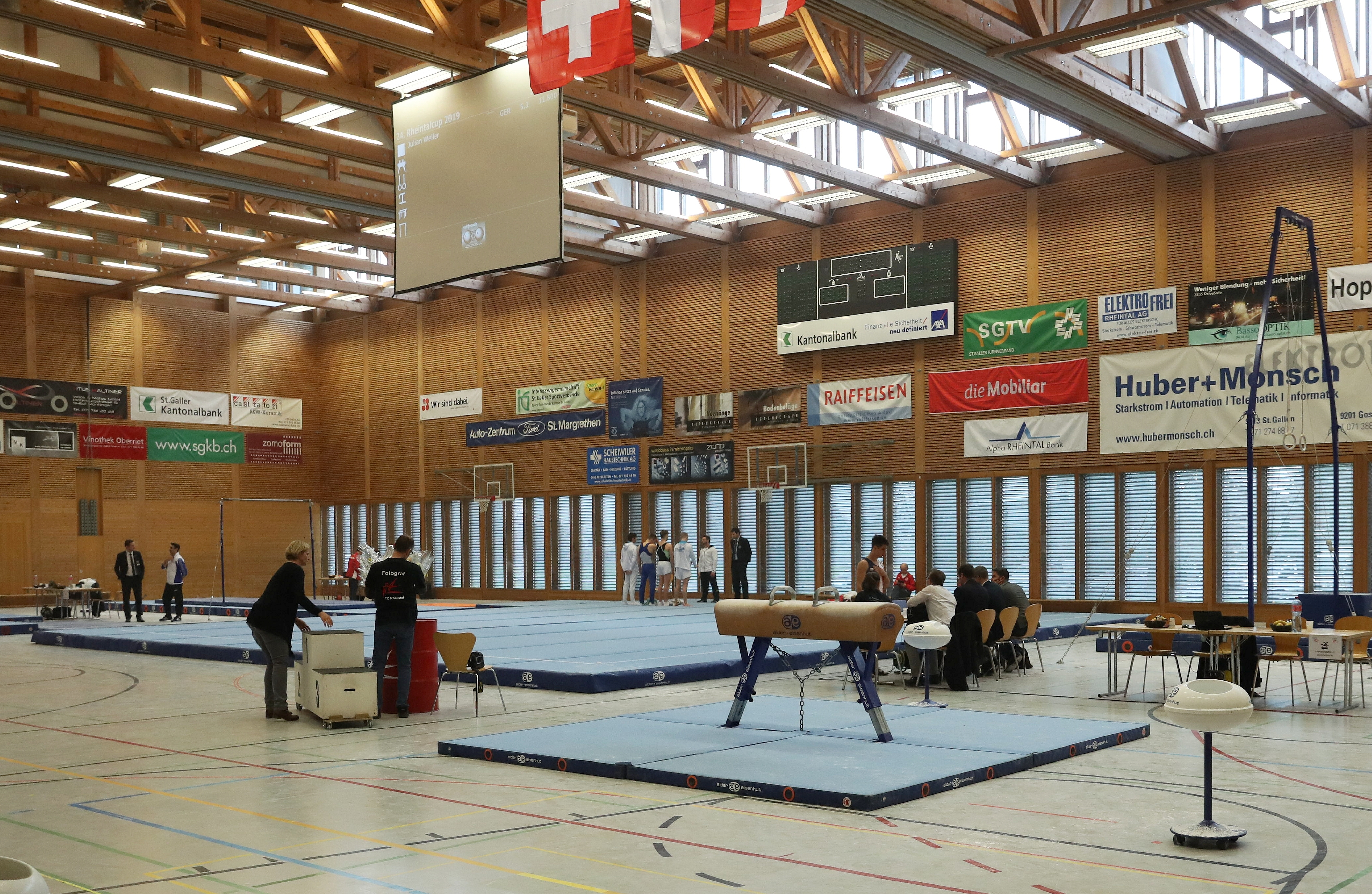
Das Turnzentrum Rheintal während der Vorbereitung des Rheintalcups 2019.

Aus dem St. Galler Rheintal stammen auch Einzelsportler wie die Tennisstars Roger Federer und Martina Hingis oder Patrik Merk, der im Bahnradsport Schweizer Meister wurde.

## Persönlichkeiten

### Im Rheintal geboren
- Gallus Alt (1610–1687), Geistlicher, war als Gallus II. von 1654 bis 1687 Fürstabt von St. Gallen
- Gabriel Walser (* 1695; † 1776), Schweizer Pfarrer, Historiker und Geograph. Sein Hauptwerk war die 1740 im Eigenverlag herausgegebene Neue Appenzeller-Chronick oder Beschreibung des Cantons Appenzell der Innern- und Aussern-Rooden
- Anna Göldi (1734–1782), die letzte als Hexe von der Justiz getötete Schweizerin, wurde in Sennwald geboren
- Gallus Jakob Baumgartner (1797–1869) einer der führenden liberalen und später konservativen Schweizer Politiker in der Zeit der Regeneration und Entstehung des modernen Bundesstaates
- Wilhelm Matthias Naeff (1802–1881), Politiker und Mitglied des ersten Bundesrates (FDP), stammte aus Altstätten
- Eduard Graf (1845–1918), Politiker und Unternehmer, Gründer des Sonnenbräus
- Maria Bernarda Bütler (1848–1924), bürgerlicher Name: Verena Bütler, 1995 Seligsprechung durch Papst Johannes Paul II., 2008 Heiligsprechung durch Papst Benedikt XVI.
- Jacob Rohner (1852–1926) war einer der bedeutendsten Ostschweizer Stickereikaufleute
- Carl Zurburg (1859–1928) war ein Advokat und Politiker. 1919/1920 befürwortete er den Anschluss Vorarlbergs an die Schweiz
- Jacob Schmidheiny II. (1875–1955), Unternehmer und Politiker, war einer der bedeutendsten Schweizer Industriellen
- Paul Grüninger (1891–1972) bewahrte als leitender Grenzbeamter mehrere hundert jüdische und andere Flüchtlinge vor der nationalsozialistischen Verfolgung und Vernichtung
- Benedikt Frei (1904–1975), sein besonderes Interesse galt der Urgeschichte und speziell der Laugen-Melaun-Kultur
- Hans Huber (1927–2018), Unternehmer und Mitbegründer der (SFS Gruppe)
- Edgar Oehler (1942–2025), Unternehmer und Politiker, war von 1971 bis 1995 Nationalrat und während dieser Zeit Mitglied des Fraktionsvorstandes der CVP/EVP/glp-Fraktion in der Bundesversammlung.
- Jolanda Spirig (* 1953), bedeutende zeitgenössische Rheintaler Autorin, die sich in ihren Büchern geschichtlichen Aspekten des Rheintaler Lebens widmet
- Gardi Hutter (* 1953), Schauspielerin und Autorin und vor allem Clown-Komödiantin mit eigenen Kleinkunst-Programmen, zumeist abseits von Zirkus-Manegen, gilt mittlerweile international als das weibliche Vorbild für das Clowntheater

### Sportler
- Blerim Rashiti, Amateur-Schwergewichts-Boxweltmeister
- Hugo Dietsche, Jugendweltmeister und Gewinner einer olympischen Bronzemedaille im griechisch-römischen Stil
- Lukas Sieber, Schweizer Nationalspieler im Eishockey, aus Widnau
- Martina Hingis, Tennisspielerin, 209 Wochen lang Weltranglistenerste, gewann fünf Grand-Slam-Turniere im Einzel, neun im Doppel sowie eins im Mixed
- Sepp Zellweger, Kunstturner und 24-facher Schweizer Meister, Teilnehmer an 2 Olympischen Spielen, 3 Weltmeisterschaften und 3 Europameisterschaften
- Ivo Rüthemann, ehemaliger Schweizer Eishockeyspieler und MVP im Jahr 2004, Rekordhalter mit 1072 Spielen in der NLA
- Jolanda Neff, Schweizer Radrennfahrerin aus Thal

### Mit sonstigem Bezug zum Rheintal
- Johann Labonté (1866–1945) war der wichtigste Jugendstil-Architekt des Rheintals.[33]
- Karl Völker, 1839–1850 betrieb eine Schule auf Schloss Heerbrugg, nach ihm ist die Karl-Völker-Strasse in Heerbrugg benannt.

## Verein Agglomeration Rheintal
2017 haben sich der Kanton St. Gallen, das Land Vorarlberg und 22 Gemeinden beidseits des Rheins zum Verein Agglomeration Rheintal zusammengeschlossen.